# Sancho d’Avila
Sancho d’Avila y Daza (* 21. September 1523 in Ávila; † März 1583 in Lissabon) war ein spanischer General im Achtzigjährigen Krieg.

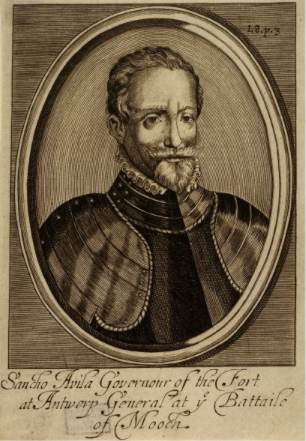
Sancho d’Avila

Er war Sohn von Antonio Blázquez d’Avila und Ana Daza. In seiner Jugend reiste er nach Rom, um Theologie zu studieren. Dies gab er jedoch auf und widmete sein späteres Leben dem Militär.
Zunächst diente d’Avila als Hauptmann der Leibwache von Fernando Álvarez, dem Herzog von Alba. Er war für die Inhaftierung des Fürsten Lamoral von Egmond verantwortlich.
Im Vorfeld des Achtzigjährigen Krieges erlitt d’Avila eine Niederlage und wurde verwundet bei der Schlacht von Quesnoy. Weitere Schauplätze waren die Schlachten von Dahlen 1 (1568), Goes (1572), Vlissingen (1573), Borsele, Reimerswaal, Nijmegen und Middelburg (alle 1574). In der Schlacht auf der Mooker Heide bei Mook (1574) besiegte d’Avila mit Ludwig und Heinrich von Nassau-Dillenburg die Brüder von Wilhelm I. von Oranien. 1576 wurde unter seinem Kommando die Stadt Antwerpen geplündert und niedergebrannt.
D’Avila starb im März 1583 in Lissabon während eines Angriffs. Zu seiner Todesursache gibt es auf aufgrund unsicherer Quellenlage zwei Varianten. Eine Variante sagt aus, er sei an Wundbrand gestorben, die andere, dass ihn sei Pferd abgeworfen hätte. Seine sterblichen Überreste sollten ursprünglich in Lissabon im Kloster von San Francisco aufbewahrt werden. Sie wurden später an die Kapelle der Kirche San Juan Bautista in seiner Geburtsstadt Avila übergeben.